# Suzanne Amomba Paillé
Suzanne Amomba Paillé, född mellan 1673 och 1683, död 1755, var en slav, slavägare, plantageägare och filantrop i Franska Guyana. 
Hon hette ursprungligen Amomba, vilket antyder att hon kom från Guinea, och kom till Franska Guyana som slav till en fransk löjtnant; hon döptes till Suzanne, frigavs och gifte sig med den franska soldaten Jean Paillé, med vilken hon, efter hans pensionering 1709, byggde upp en förmögenhet på kaffe, kakao och indigo med hjälp av slavarbetskraft. Paret ägde en plantage och ett hus i Cayenne och tillhörde de rikaste plantageägarna i kolonin. 
När hennes make avled 1741 fick hon som barnlös änka ärva en av kolonins största förmögenheter. Detta var kontroversiellt: en förmyndare utsågs av myndigheterna för att sköta hennes egendom eftersom hon som före detta slav och analfabet ansågs olämplig, och en ny lag som förbjöd äktenskap mellan slavar och icke slavar infördes för att förhindra framtida slavar att ärva slavplantager. Hon stämde dock för rätten att kontrollera sin egendom 1742, vann målet 1744 och donerade 1748 sin förmögenhet till en stiftelse för utbildning åt barn oavsett kön, med förbehållet att hon fick förfoganderätt under sin livstid. 